# Propilidium lissocona
Propilidium lissocona is een slakkensoort uit de familie van de Lepetidae. De wetenschappelijke naam van de soort is voor het eerst geldig gepubliceerd in 1927 door Dall.